# Hans Kraft (Maler)
Hans Kraft (* 2. Mai 1895 in Paderborn; † 7. Februar 1978 in Münster) war ein deutscher Maler, Gebrauchsgraphiker und Kunsterzieher.

## Leben und Werk
Hans Kraft wuchs als jüngstes von zwölf Kindern als Sohn eines Bahnbeamten und einer Hausfrau in Paderborn auf. Nach seiner Lehrerprüfung im Jahre 1914 war er bis 1919 Soldat im Ersten Weltkrieg und wurde als Leutnant entlassen. Anschließend studierte er von 1919 bis 1921 an der Kunstakademie Kassel wie auch Theo Hölscher und Josef Wedewer, mit denen er sich befreundete.
Von 1922 bis 1927 lehrte Kraft Kunst im höheren Schuldienst in Monschau/Eifel, von 1927 bis 1965 am Ratsgymnasium in Münster. Dort schloss er sich 1928 der Freien Künstlergemeinschaft Schanze an und wurde Mitglied im Bund Deutscher Gebrauchsgraphiker. In Münster wohnte er zunächst in der Studtstraße 63 und ab 1932 am Kaiser-Wilhelm-Ring 2.
In der Zeit des Nationalsozialismus war Kraft Mitglied der Reichskammer der bildenden Künste. Für diese Zeit ist seine Teilnahme an 16 Ausstellungen sicher belegt, darunter 1937 und 1941 die Große Deutsche Kunstausstellung in München. Im Zweiten Weltkrieg diente er von 1939 bis 1945 als Hauptmann der Luftwaffe.
Kraft reiste und malte im In- und Ausland, Belgien, Schweiz, Italien, Frankreich, Spanien und auf dem Balkan. Als Graphiker gestaltete er zahlreiche Plakate für Museen (u. a. Landesmuseum Münster), Unternehmen (u. a. Blaupunkt), städtische Veranstaltungen (z. B. Heidelberger Festspiele) und die Schanze (Karnevalsfeiern, Ausstellungen).
Seine Werke wurden weltweit in vielen großen Kunstausstellungen gezeigt und sind sowohl in öffentlichen als auch privaten Sammlungen vertreten.

## Postume Ausstellung
- 2019/2020 Stadtmuseum Münster, Form – Fläche – Farbe, Hans Kraft als Werbegrafiker 1920–1960